# Космос-2112
Космос-2112 је један од преко 2400 совјетских вјештачких сателита лансираних у оквиру програма Космос.
Космос-2112 је лансиран са космодрома Плесецк, СССР, 10. децембра 1990. Ракета-носач Космос је поставила сателит у орбиту око планете Земље. Маса сателита при лансирању је износила 900 килограма. Космос-2112 је био комуникациони сателит.